# Arturo Acuña Anzorena
Arturo Acuña Anzorena (Mendoza, 1901-Mercedes, provincia de Buenos Aires, 1969) fue un jurisconsulto argentino. Comentarista y actualizador de la obra de Raymundo Salvat. Autor de numerosas obras de Derecho Civil. Titular por concurso de la Cátedra de Derecho Civil (I, II, III, IV y V) en la Universidad Nacional de La Plata. Fue Vocal y Presidente de la Suprema Corte de Justicia de la Provincia de Buenos Aires.
Nacido en Mendoza, pasó su infancia en Catamarca y se radicó muy joven en Mercedes provincia de Buenos Aires, era hijo del abogado y político Primiano Acuña Vieyra y Victoria Anzorena y Puebla, nieto de Francisco Acuña Molina, bisnieto de Tadeo Acuña y tataranieto de Francisco de Acuña. Se trasladó a estudiar derecho a la Universidad Nacional de Córdoba donde formó parte del Comité Pro Reforma Universitaria y suscribió en tal carácter el 13 de marzo de 1918, la Declaración de la Huelga Universitaria General. Graduado en año 1923, se destacó como abogado y eminente jurista. Contrajo matrimonio en el año 1927 con Otilia Estela Maleplate. Falleció en Mercedes (Pcia. de Bs. As.) en el año 1969.(Acta def. 283 de Mercedes.)